# Cuora flavomarginata
La tortuga de caixa xinesa (Cuora flavomarginata) és una espècie asiàtica de tortuga de caixa del gènere Cuora i de la família Geoemydidae que es distribueix per la Xina, Taiwan i Japó.

## Morfologia

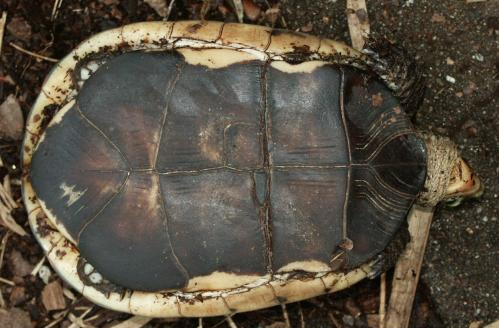
Plastró de C. flavomarginata

C. flavomarginata té una closca molt bombada, la closca i el plastró són de color marró fosc, amb excepció d'una franja de color groc crema a la quilla vertebral. La vora del plastró és lleugerament pigmentada a causa dels escuts marginals i escuts plastrals amb pigmentació més lleugera a prop de les seves vores. La pell de les extremitats és de color marró, mentre que la part superior del cap és d'un verd pàl·lid. Cada costat del cap té una línia groga que s'estén des de darrere de l'ull cap enrere. La pell sota el cap i entre els membres és d'un color més clar.
C. flavomarginata té la capacitat de dur el plastró a les vores de la closca. Això és possible per una frontissa en el plastró i lligaments que connecten la closca i el plastró, que permet el moviment limitat.
Les potes davanteres tenen cinc ungles, mentre que les del darrere tenen quatre.
Hi ha poca diferència exterior entre mascles i femelles en C. flavomarginata. Els mascles tenen una cua més llarga que les femelles, és de forma gairebé triangular.

## Distribució
C. Flavomarginata es troba al centre de la Xina: Hunan, Henan, Anhui, Hubei, Chongqing, a l'est de Sichuan, Zhejiang i Jiangsu (en general al llarg del riu Yangtze). També es troba a Taiwan i Japó, específicament en les Illes Ryukyu,  Ishigaki i Iriomote. El seu hàbitat no són els rius, viuen en zones humides inundades i pantanoses de poca profunditat, i tenen hàbits força terrestres en comparació de les altres espècies del gènere Cuora.

## Alimentació
C. flavomarginata és omnívora i menja una gran varietat d'aliments. Els adults s'alimenten dels cucs de terra, cargols, llimacs, i cucs. En captivitat també mengen peix sec i humit, menjar sec per a gats, menjar per a gats conservada;. Fruita, incloent maduixes, plàtans, melons i papaies. Hortalisses, incloses les pastanagues ratllades, el blat de moro a la panotxa, carabasses. Les verdures de fulla verda són ignorades, cacen invertebrats i larves.

## Sistemàtica i taxonomia
El 1863, John Edward Gray descriu l'espècie com Cistoclemmys flavomarginata. Més tard es va traslladar al gènere Cyclemys, i després al gènere Cuora. Continua el debat sobre si l'espècie està d'acord amb Cuora o si s'ha de classificar per separat (com Cistoclemmys). Roger Bour i Ren Hirayama, han proporcionat proves que flavomarginata i altres espècies són diferents de Cuora, que han estat criticades, però no refutades. Per tant, l'ús de Cuora i de Cistoclemmys tenen cert prestigi.
Dues subespècies han estat identificades: 
- Cuora flavomarginata sinensis (Hsu, 1930)
- Cuora flavomarginata evelynae ( Ernst i  Lovich, 1990)

Aquesta espècie té híbrids amb Mauremys japonica en captivitat i amb les femelles de les tortugues de pit negre Ryukyu en captivitat i en llibertat.